# São Gonçalo
São Gonçalo – miasto w południowo-wschodniej Brazylii (stan Rio de Janeiro), w regionie metropolitalnym Rio de Janeiro-Niterói. W 2020 roku miasto liczyło 1,09 mln mieszkańców
W mieście rozwinął się przemysł cementowy, metalowy, chemiczny i spożywczy.
W mieście mają siedzibę kluby piłkarskie São Gonçalo FC, São Gonçalo EC, Gonçalense FC i Atlético Carioca.

## Podział administracyjny
Miasto podzielone jest na 5 dzielnic:
- São Gonçalo
- Ipiiba
- Monjolos
- Neves
- Sete Pontes